# 周慕冰
周慕冰（1957年9月—），男，重庆荣昌人，中华人民共和国政治人物。研究生学历，中国人民大学经济学博士，高级经济师。

## 生平
1975年7月参加工作。1981年，周慕冰毕业于江津师范专科学校（现重庆文理学院）中文系。1984年4月加入中国共产党。1985年取得四川财经学院（现西南财经大学）经济学硕士学位。1988年获得中国人民大学货币银行学经济学博士。
1990年3月进入中国工商银行，担任政策研究室综合处副处长、处长；1992年8月担任工行海南省分行行长助理；1995年2月任工行政策研究室主任；1997年10月任工行福建省分行行长；
2000年11月，任重庆市渝北区委副书记、副区长、代区长、区长；2001年12月任渝北区委书记；2002年12月任重庆市政府办公厅主任；2003年2月任重庆市政府秘书长、办公厅主任；2004年3月任重庆市副市长、市政府秘书长、办公厅主任；
2010年12月，任中国银行业监督管理委员会副主席；2014年8月任中国银行业监督管理委员会副主席、党委副书记。
2016年5月，任中国农业银行党委书记，6月下旬任董事长。2018年1月，当选第十三届全国政协委员。
2021年1月，周慕冰因年龄原因，离任农业银行董事长职务。